# Malleville-sur-le-Bec
Malleville-sur-le-Bec is een gemeente in het Franse departement Eure (regio Normandië) en telt 169 inwoners (2004). De plaats maakt deel uit van het arrondissement Bernay.

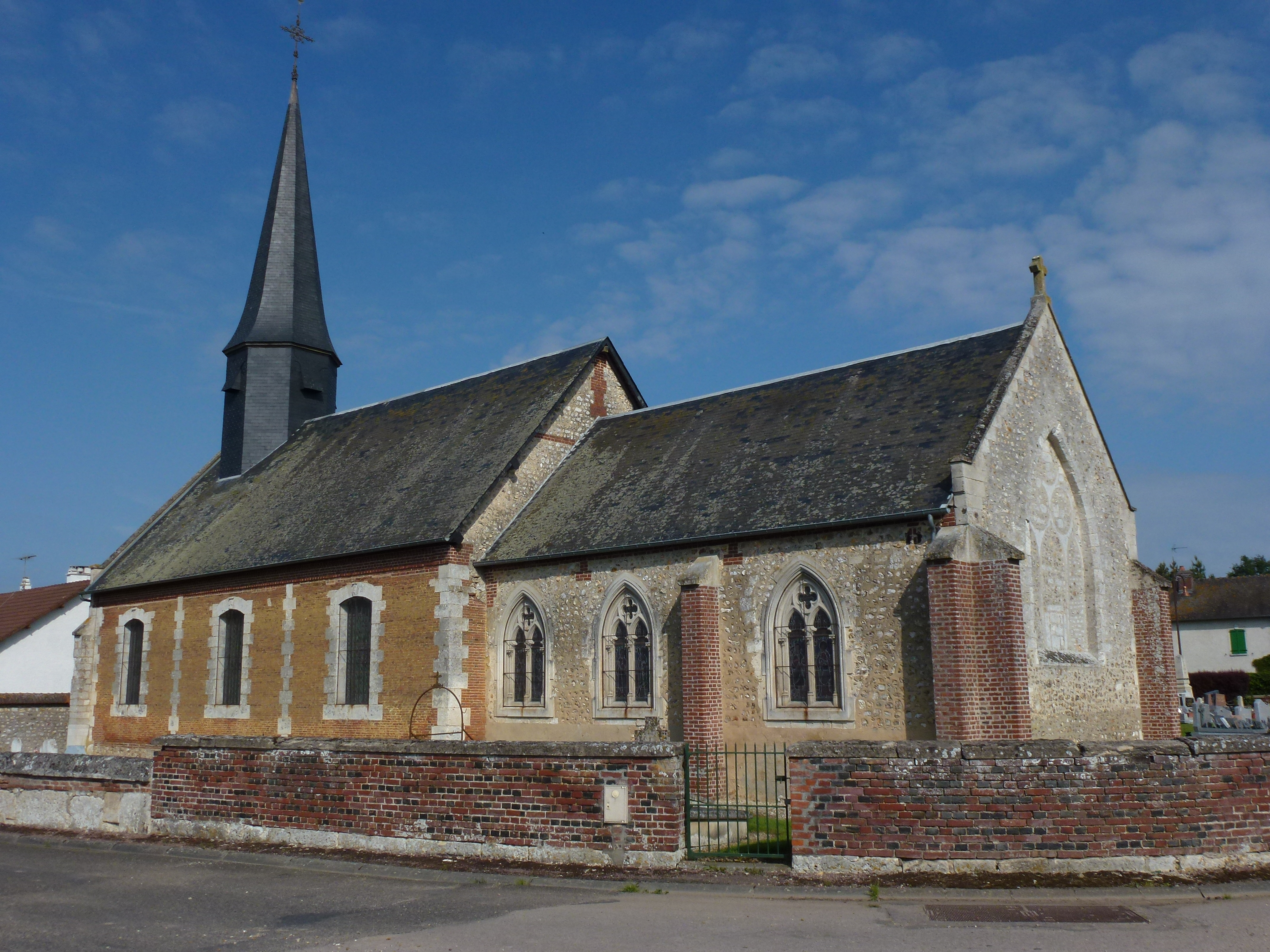
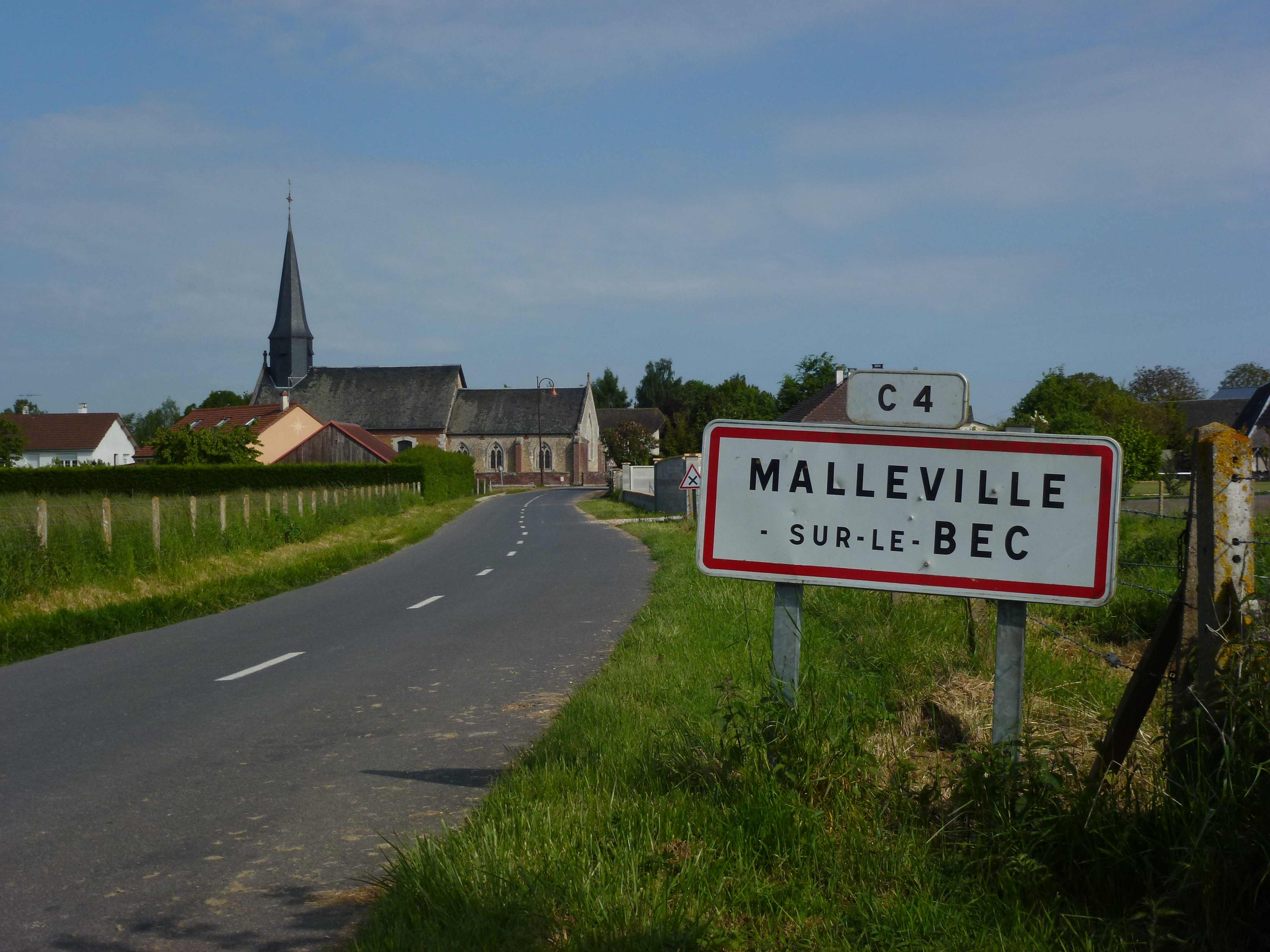

## Geografie
De oppervlakte van Malleville-sur-le-Bec bedraagt 7,1 km², de bevolkingsdichtheid is 23,8 inwoners per km².
De onderstaande kaart toont de ligging van Malleville-sur-le-Bec met de belangrijkste infrastructuur en aangrenzende gemeenten.

## Demografie
Onderstaande figuur toont het verloop van het inwonertal (bron: INSEE-tellingen).